# Euxoa maderensis
Euxoa maderensis är en fjärilsart som beskrevs av Lafontaine 1976. Euxoa maderensis ingår i släktet Euxoa och familjen nattflyn. Inga underarter finns listade i Catalogue of Life.